# Loren Legarda
Loren Bautista Legarda (* 28. Januar 1960 in Marikina City) ist eine philippinische Journalistin, Politikerin und Senatorin.

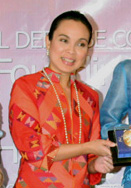
Loren Legarda (2008)

## Leben

### Studium und Tätigkeiten als Journalistin
Loren Legarda, deren Großvater Jose Bautista ein bekannter Journalist und der letzte Chefredakteur der Manila Times vor der Verhängung des Kriegsrechts durch den diktatorisch regierenden Präsidenten Ferdinand Marcos am 21. September 1972 war, studierte nach dem Besuch der Elementary School und der High School des Assumption Convent in Herran und San Lorenzo von 1977 bis 1981 Kommunikationswissenschaft an der University of the Philippines (UP) und schloss dieses Studium mit einem Bachelor of Arts (B.A. Broadcast Communications) cum laude ab. Nach Beendigung des Studiums war sie von 1981 bis 1985 Reporterin und Nachrichtensprecherin bei der Sendung Newswatch des Senders RPN 9 in Quezon City.
Danach absolvierte sie einen Kurs im Fach Journalistik an der University of California, Los Angeles (UCLA) und beendete dieses 1985. Dann arbeitete sie von 1985 bis 1986 beim Sender KSCI Channel 18 in Los Angeles sowie im Pressebüro des Philippinischen Konsulat in Los Angeles. Nach ihrer Rückkehr auf die Philippinen war sie zunächst Moderatorin der Sendung Street Pulse des Senders RPN, ehe sie 1986 zur ABS-CBN Broadcasting Corporation wechselte und dort nicht nur bis 1990 Moderatorin und Produzentin der Sendung Pep Talk, sondern auch zwischen 1986 und 1998 Nachrichtensprecherin von The World Tonight war. Darüber hinaus war sie zwischen 1990 und 1998 auch Sprecherin und Produzentin der ABS-CBN-Sendung The Inside Story.
Nachdem sie ein postgraduales Studium am National Defense College of the Philippines 1993 mit einem Master of Arts (M.A. National Security Administration) abgeschlossen hatte, arbeitete sie zugleich seit 1993 als Kolumnistin bei der Tageszeitung Manila Bulletin. Schließlich wurde sie 1998 Managerin für Programmentwicklung bei ABS-CBN und war dort für die Entwicklung von Nachrichtenprogrammen zuständig.

### Senatorin und Kandidatin für die Vizepräsidentschaft
Ebenfalls 1998 begann Loren Legarda ihre politische Laufbahn, als sie erstmals für eine sechsjährige Amtszeit in den Senat gewählt wurde und mit 15 Millionen Stimmen das landesweit beste Ergebnis erzielte. Während der zweiten Hälfte ihrer Amtszeit war sie zwischen 2001 und 2004 Führerin der Mehrheitsfraktion im Senat und damit Majority Floor Leader. Sie war damit die erste Frau in der Geschichte der Philippinen, die dieses Amt bekleidete, und schied 2004 aus dem Senat aus.
Bei den Wahlen 2007 wurde sie abermals zur Senatorin gewählt und erzielte mit diesmal 18 Millionen Wählerstimmen abermals das beste Ergebnis unter allen gewählten Senatoren. Im Senat des 15. Kongresses war sie Vorsitzende der Ausschüsse zum Klimawandel, für Kulturgemeinden sowie für Auswärtige Angelegenheiten.
Während ihrer langjährigen Senatszugehörigkeit wirkte sie an zahlreichen Gesetzesverfahren mit. Zu den wichtigsten Gesetzen gehören das Luftreinhaltegesetz, das Gesetz für Kleinstunternehmen in den Barangays, das Anti-Geldverschwendungsgesetz, das Drogenpräventionsgesetz, das Wahlgesetz für Übersee-Filipinos, das Gesetz für das Rauchverbot, das Gesetz gegen Kinderarbeit, das Gesetz gegen Menschenraub, das Gesetz gegen häusliche Gewalt und das Gesetz vom 13. November 2002 (Republi Act RA 9177), durch das Fest des Fastenbrechens (Eid ul-Fitr) zu einem nationalen Feiertag auf den Philippinen wurde.
Für ihren Einsatz für die auf den Philippinen lebenden Moslems wurde ihr von der Liga Sultanats Marawi in der Autonomous Region in Muslim Mindanao der Ehrentitel Bai alibi (Ehrenprinzessin der Moslems) verliehen. Daneben war sie auch Präsidentin von Stiftungen für den Umweltschutz wie die Save our Seas Foundation und die Trees for Life Foundation.
Bei der Präsidentschaftswahl am 10. Mai 2010 kandidierte sie für die Nationalist People’s Coalition (NPC) für das Amt der Vizepräsidentin, erreichte mit 12,21 Prozent der Wählerstimmen nach Jejomar Binay und Mar Roxas jedoch nur den dritten Platz. Bei der Wahl war sie running mate von Manny Villar, dem Präsidentschaftskandidaten der Nacionalista Party, der mit 15,42 Prozent der Wählerstimmen nach Benigno Aquino III. und Joseph Estrada ebenfalls nur den dritten Rang im Bewerberfeld erzielte.
Am 13. Mai 2013 wurde Legarda für eine weitere sechsjährige Amtszeit im Senat wiedergewählt. Am 30. Juni 2019 schied sie aus dem Senat aus, da sie nach zwei Amtszeiten nicht wiedergewählt werden konnte. Bei der Senatswahl 2022 kandidierte sie erneut und wurde für eine vierte Amtszeit in den Senat gewählt. Sie erzielte mit 43,44 % das zweitbeste Ergebnis aller Kandidaten.